# Henri Navarre
Henri Eugène Navarre (31 tháng 7 năm 1898 - 26 tháng 9 năm 1983) là một tướng của quân đội Pháp. Ông đã tham gia Chiến tranh thế giới thứ nhất, Chiến tranh thế giới thứ hai và là chỉ huy thứ 7 của Quân đội viễn chinh Pháp vùng Viễn Đông trong Chiến tranh Đông Dương. Navarre là tổng chỉ huy quân Pháp trong thời gian diễn ra trận Điện Biên Phủ.
Đến cuối năm 1953, Chiến tranh Đông Dương đã kéo dài 8 năm, Pháp lâm vào thế bị động trên chiến trường, quân đội Việt Minh của chính phủ Hồ Chí Minh đã giải phóng nhiều khu vực rộng lớn ở Tây Nguyên, khu 5, các tỉnh Cao Bắc Lạng và nhiều khu vực ở đồng bằng Bắc bộ. Chính phủ Pháp muốn tìm một giải pháp hòa bình có thể chấp nhận được để chấm dứt cuộc chiến nhưng mặt khác họ muốn duy trì quyền lợi tại Đông Dương. Pháp bổ nhiệm tổng chỉ huy Henri Navarre sang Đông Dương thay cho Raoul Salan nhằm tìm kiếm một chiến thắng quân sự quyết định để làm cơ sở cho một cuộc thảo luận hòa bình trên thế mạnh.
Navarre đã nhanh chóng chuyển chiến lược quân Pháp tại Đông Dương từ phòng thủ sang tấn công, ông đã lập các lực lượng quân tấn công lưu động và phái đến Điện Biên Phủ, là địa điểm quan trọng chiến lược trong tuyến vận chuyển của Việt Minh, là nơi được cho là cho thể lôi kéo quân Việt Minh vào các cuộc chiến và Pháp có thể dùng pháo binh và không kích ưu thế hơn của quân đội Pháp để đè bẹp Việt Minh. Tuy nhiên, Pháp đã đánh giá thấp khả năng của Việt Minh và đã thất bại thảm hại trong trận Điện Biên Phủ.
Navarre nghỉ hưu năm 1956. Trong năm đó ông cho xuất bản cuốn Agonie de l'Indochine, một tác phẩm phân tích nguyên nhân thất bại của Pháp tại Đông Dương. Ông mất tại Paris năm 1983.